# Čedovo
Čedovo (izvirno srbsko Чедово) je naselje v Srbiji, ki upravno spada pod Občino Sjenica; slednja pa je del Zlatiborskega upravnega okraja.

## Demografija
V naselju, katerega izvirno (srbsko-cirilično) ime je Чедово, živi 93 polnoletnih prebivalcev, pri čemer je njihova povprečna starost 48,4 let (47,0 pri moških in 50,0 pri ženskah). Naselje ima 35 gospodinjstev, pri čemer je povprečno število članov na gospodinjstvo 3,09.
To naselje je, glede na rezultate popisa iz leta 2002, večinoma srbsko.
|  |

| Demografija | Demografija     | Demografija     |
| Leto        | Št. prebivalcev | Št. prebivalcev |
| ----------- | --------------- | --------------- |
|             |                 |                 |
|             |                 |                 |
|             |                 |                 |
|             |                 |                 |
| 1948        | 327             |                 |
| 1953        | 356             |                 |
| 1961        | 317             |                 |
| 1971        | 253             |                 |
| 1981        | 167             |                 |
| 1991        | 106             | 106             |
| 2002        | 113             | 108             |
|             |                 |                 |

| Etnična sestava po popisu iz leta 2002 | Etnična sestava po popisu iz leta 2002 | Etnična sestava po popisu iz leta 2002 | Etnična sestava po popisu iz leta 2002 | Etnična sestava po popisu iz leta 2002 |
| -------------------------------------- | -------------------------------------- | -------------------------------------- | -------------------------------------- | -------------------------------------- |
| Srbi                                   | Srbi                                   |                                        | 92                                     | 85,18%                                 |
| Bošnjaki                               | Bošnjaki                               |                                        | 11                                     | 10,18%                                 |
| Neznano                                | Neznano                                |                                        | 5                                      | 4,62%                                  |